# Observatori Astrofísic Dominion
L'Observatori Astrofísic Dominion (nom original Dominion Astrophysical Observatory, DAO) és un observatori canadenc al municip de Saanich, a l'illa de Nutka, a la Columbia Britànica no gaire lluny de la ciutat de Vancouver.
Va ser construit per encàrrec del govern sobre el pujol denominat Observatory Hill segons els plans de l'arquitecte Edgar Lewis Horwood (1898-1957)i es va posar en servei el 1918.
El telescopi Plaskett de 72 polzades (1,83 m) de diàmetre n'es el principal instrument. Va ser dissenyat per John S. Plaskett el 1910 amb el suport de la Unió Internacional per a la Cooperació en Recerca Solar. Al seu moment, es va idear per ser el telescopi més gros del món, però els retards de construcció van significar que veiés la «primera llum» el 6 de maig de 1918, sis mesos després de la posada en servei del telescopi Hooker de 100 polzades (2,5 m) a l'Observatori del Mont Wilson.
L'observatori és catalogat Lloc Històric Nacional del Canadà, i és una instal·lació de renom mundial. S'hi han fet nombrosos descobriments sobre la naturalesa de la Via Làctia, i un dels principals centres de recerca astrofísica al món fins a la dècada de 1960.

## Centre de l'Univers
El Centre de l'Univers va ser un servei d'interpretació de l'observatori regularment obert al públic entre els mesos de maig i setembre. El centre presentava exposicions interactives sobre astronomia, el treball de l'observatori i de la seva organització de referència, l'Institut d'Astrofísica NRC Herzberg. També s'hi feien visites guiades al telescopi i programes en el planetari i sala de vídeo. En una ona de retallades, el Centre va ser tancat pel Govern Federal l'agost de 2013, per raons financeres. La Societat d'Amics de l'Observatori Astrofísic Dominion (SAOAD) es va crear el 2015 per a restablir els programes rescindits quan el Centre de l'Univers va ser tancat. La Societat va signar un conveni al maig de 2016 amb el Consell Nacional de Recerca i va rebre l'autorització d'utilitzar les instal·lacions del Centre de l'Univers.
La Reial Societat Astronòmica del Canadà a la ciutat de Victòria, que manté una llarga associació amb l'Observatori Astrofísic Dominion que es remunta a 1914, celebra «Festes d'Estels» públics i gratuïtes en determinats capvespres dels dissabtes de l'estiu. Aquestes celebracions inclouen observacions diürnes i nocturnes amb els telescopis, presentacions, conferències, i exhibicions.

## Construcció del telescopi

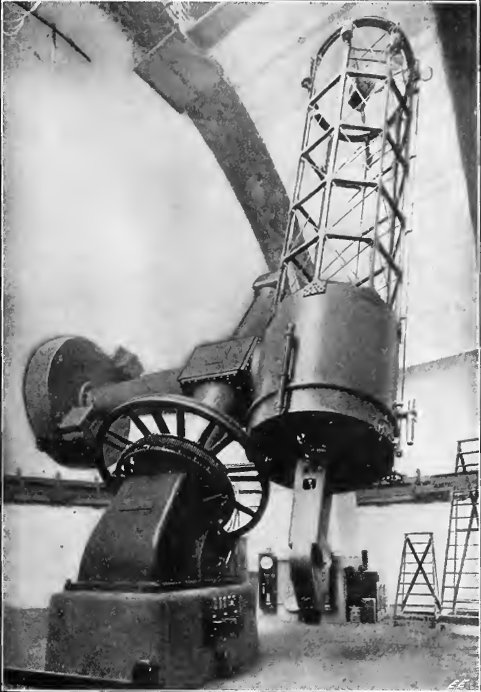
El telescopi Plaskett en 1920

L'edifici que allotja el telescopi va ser construït per la Companyia McAlpine-Robertson de Vancouver per un preu de 75.000 dòlars. Tant l'edifici com la cúpula (fabricada per Warner & Swasey Company) són de doble paret.
El mirall del telescopi de 73 polzades de diàmetre i 12 polzades (30 cm) de gruix, pesa aproximadament 1970 quilograms. Es va encarregar a la companyia Saint-Gobain, que va fondre la peça en la seva fàbrica d'Anvers aBèlgica i va embarcar cap als Estats Units només una setmana abans de l'inici de la Primera Guerra Mundial. La Companyia John A. Brashear de Pittsburgh va haver de polir en dues ocasions el mirall: una vegada a causa d'una esgarrapada misteriosa i la segona vegada a causa d'un defecte del procés. Aquests problemes van retardar dos anys el lliurament del telescopi. Per fi, en 1918, el mirall va ser hissat fins al cim de la muntanya de Little Saanich, i va arribar a l'observatori en un carro remolcat per un tir de cavalls.

## Ús
Després de completar-se el muntatge del telescopi, Plaskett va dirigir l'observatori fins a 1935. El 1962, es va s'hi va afegir un telescopi òptic de 48". El telescopi, encarregat el 1957, va ser fabricat per Grubb Parsons de Newcastle upon Tyne a Anglaterra. El seu focus de Coude està connectat amb una sala espectrogràfica.
El 1995, l'observatori va esdevebur la seu de l'Institut NRC Herzberg d'Astrofísica, que opera mants telescopis i radiotelescopis canadencs. El NRC col·labora amb socis internacionals com l'Observatori Canada, França, Hawaii. El telescopi Plaskett ha estat modernitzat i s'hi va afegir un espectrògraf acoblat al focus de Cassegrain, i un captador d'imatges CCD al focus newtonià.
Els telescopis quden en servei avui i l'observatori rep astrònoms visitants. Un centre d'interpretació (el denominat Centre of the Universe) es va inaugurar en 2002, però malauradament es va tancar en 2013 per les retallades.Des de gener de 2014, el director (actuari) n'és doctor Dennis R. Crabtree.

## Telescopi Plaskett. Context històric
El Plaskett va perdre la possibilitat de ser el més gros telescopi del món pels retards acumulats durant la construcció, però es va mantenir com el segon més gros entre 1918 i 1935, fins a la posada en servei del telescopi reflector de 74 polzades (188 cm) de l'Observatori David Dunlap, també al Canadà.
Els dos telescopis més grossos el 1918 eren:
| # | Nom/Observatori                                    | Imatge | Obertura   | Altitud | Primera Llum | Promotors                           |
| - | -------------------------------------------------- | ------ | ---------- | ------- | ------------ | ----------------------------------- |
| 1 | Telescopi Hooker/Observatori del Mont Wilson       |        | 100 254 cm | 1742 m  | 1917         | George Ellery Hali, Andrew Carnegie |
| 2 | Telescopi Plaskett/Observatori Astrofísic Dominion |        | 72 182 cm  | 230 m   | 1918         | John S. Plaskett                    |

Els següents més grossos eren el telescopi de 60 polzades de l'Observatori del Harvard College, i el telescopi Hale (també de 60 polzades) a l'observatori de Mount Wilson a Califòrnia.